# Buginesiska
Buginesiska är ett austronesiskt språk som talas av ungefär 3,5 miljoner personer, bugineser, på ön Sulawesi i Indonesien. Det bor också några buginesisktalande i Malaysia; då nederländarna koloniserade Indonesien var det några som flydde till Malackahalvön, och deras ättlingar talar fortfarande buginesiska.
I skrift används oftast det latinska alfabetet. Tidigare användes lontara, ett skriftspråk som härstammar från brahmi, men detta används mest i ceremoniella sammanhang idag.